# Даријенски прекид
Даријенски прекид (шп. Región del Darién или шп. Tapón del Darién) представља прекид панамеричке магистрале, који се састоји од великог броја необрађених мочвара и шума у панамској покрајини Даријен у Средњој Америци и северном делу Колумбије, у Јужној Америци. Прекид почиње у граду Јавиза, у Панами, а завршава се у месту Турбо, у Колумбији. Протеже се дужином између 100 km и 160 km. Градња путева кроз ову област је скупа, а еколошки трошкови су високи. Политички консензус у корист изградње путева не постоји. Самим тим, не постоји путна веза кроз даријенски прекид, те нема путева који повезују Северну Америку са Јужном Америком, и то је карика која недостаје на панамеричкој магистрали.
На колумбијској страни доминира углавном делта реке Атрато, што ствара мочварни предео дужине барем 80 km. Планински масив Серанија дел Баудо (шп. Serranía del Baudó) се протеже дуж колумбијске пацифичке обале и једним својим делом улази у Панаму. У панамском делу, са друге стране, налази се планинска тропска шума, чија висина терена варира од 60 m у долини до 1845 m у висини врха Серо Такаркуна, у Серанија дел Даријен (шп. Serranía del Darién).

## Панамеричка магистрала
Панамеричка магистрала представља систем путева од око 30.000 km дужине, који се простире кроз целу Северну, Средњу и Јужну Америку, уз једини изузетак унутар даријенског прекида. Са јужноамеричке стране, магистрала се завршава у граду Турбо, у Колумбији око 8° 6′ N 76° 40′ W / 8.100° С; 76.667° З. На панамској страни, пут завршава код града Јавиза, који се налази на 8° 9′ N 77° 41′ W / 8.150° С; 77.683° З. То чини прекид магистрале дужине око 100 km. Између се налазе мочваре и шуме.
Било је покушаја током протеклих деценија да се реши проблем прекида панамеричке магистрале. Планирање је почело у 1971. години кроз финансирање САД, али је заустављено 1974. године, због навода да би се тим пројектом нарушила животна средина. Још један покушај изградње путева почео је 1992. године, али до 1994. године Организација Уједињених нација, саопштила је да би градња проузроковала велику еколошку штету. Наведени разлози укључују доказ да даријенски прекид спречава ширење сточних болести на подручје Централне и Северне Америке. Такође, унутар предела даријенског прекида постоји неколико племенских заједница, те би грађење пута потенцијално угрозило њихову животну средину и културу.
Велика већина људи, заједница, аутохтоног становништва, и влада противи се завршетку магистрале на делу даријенског прекида. Разлози за то укључују заштиту тропских шума, контролу ширења тропских болести, заштита културе и живота домородачких народа у региону, спречавање незаконитог промета дроге, и спречавање ширења епидемија на Северну Америку. Проширење магистрале до града Јавиза узроковало је велике сече шума током градње која је трајала деценију.
Једна од предложених опција је повезивање трајектом од Колумбије до нове луке у Панами, са минималним продужењем постојећег панамске магистрале, чиме би се повезала магистрала, без нарушавања животне средине. Друга идеја је коришћење комбинације мостова и тунела, како би се избегли проблеми у еколошки осетљивим регионима. У САД постоје примери еколошки пројектованих мостова у Флориди, који служе да би се избегао утицај на животну средину који имају уобичајени коловози.
Прекидом су пролазили авантуристи бициклима, мотоциклима, теренским возилима и пешице, прешавши на путу џунгле, мочваре, инсекте, отровне змије и друге опасности.

## У унутрашњости регије

### Људи
У унутрашњости даријенског прекида живе аутохтони народи Ембера-Вунан (познати и под називом Чоко) и Куна (ова регија предсављала је дом за људе из народа Куева све до њиховог истребљења у 16. веку). Углавном путују коришћењем кануа. На панамској страни, Ла Палма је главни град покрајине и главни културни центар. Други центри у регији укључују у Јавизу и Ел Реал. У даријенском прекиду живи између 1.700 и 1.980 људи. Кукуруз, тапиока и банане су главне културе, где је пољопривреда развијена.

### Природна богатства
Постоје два велика национална парка унутар даријенског прекида: Даријен Национални парк (шп. Parque Nacional Darién) у Панами и Лос Катиос Национални парк (шп. Parque Nacional de Los Katíos) у Колумбији. Некада се у овом подручју могло наћи доста врста дрвећа, али су шуме значајно искрчене од стране дрвосеча.
Национални парк Даријен обухвата око 5.790 km² земље и основан је 1980. године. То је највећи национални парк у Средњој Америци.

## Оружани сукоби и отмице
Даријенски прекид је поприште активности марксистичких Револуционих Оружаних Снага Колумбије (ФАРК), групе која је починила убиства, отмице људи и кршење људских права током своје дугогодишње побуне против владе Колумбије. ФАРК побуњеници су присутни на колумбијској и панамској страни границе. У 2000. години двоје британских туриста, Том Харт Дајк и Пол Виндер, су киднаповани од стране герилских снага ФАРК унутар даријенског прекида током лова на ретке орхидеје, коју је Дајк посебно волео. Ово двоје су били у заробљеништву у року од девет месеци и прећено им је смрћу, пре него што на крају били ослобођени неповређени и без откупа. Дајк и Виндер су касније документовали своје искуство у књизи „Врт облака” и епизода документарца „Заробљени у иностранству”.
Друге политичке жртве у даријенском прекиду укључују три мисионара, који су нестали у месту Пукуро на панамској страни у 1993. години.
У 2003. години, Роберт Јанг Пелтон, на задатку часописа Национална географија, заједно са два сапутника, Марком Ведевеном и Меган Смакером, били су ухапшени недељу дана од стране Уједињених снага самоодбране Колумбије, провладине паравојне организације. Овај случај је придобио велики значај у медијима.
Од маја 2013. године, колумбијске нео-паравојне снаге су веома активне у Даријену око Лос Катиос Националног парка и Куенка Какарика. У 2013. години, шведски туриста Јан Филип Брауниш нестао је у овој области, након напуштања колумбијског града Риосусио. Намеравао је прелазак пешице до Панаме, кроз Куенка-Какарика. Његови посмртни остаци су откривени у јуну 2015. године, са доказима да је он био убијен пуцњем у главу. ФАРК су признали да су га убили, сумњавши да је страни шпијун.